# كأس فرنسا 1989–90
كأس فرنسا 1989–90 (بالفرنسية: Coupe de France de football 1989-1990)‏ هو الموسم 73 من كأس فرنسا. أشرف على تنظيمه اتحاد فرنسا لكرة القدم، وفاز فيه نادي مونبلييه.